# Herbert Wimmer
Herbert "Hacki" Wimmer (Eupen, Bèlgica, el 9 de novembre de 1944) és un exfutbolista alemany. Va guanyar cinc campionats nacionals i dues Copes de la UEFA amb el Borussia Mönchengladbach va guanyar la Copa del Món 1974 i l'Eurocopa 1972 amb Alemanya.